# Rutendo Makore
Rutendo Makore (30 de setembro de 1992) é uma futebolista zimbabuense que atua como atacante. 

## Carreira
Rutendo Makore fez parte do elenco da Seleção Zimbabuana de Futebol Feminino, nas Olimpíadas de 2016. Ela participou ativamente do primeiro gol olímpico da equipe após chutar forte em diagonal para o rebate da goleira, sobrar para Basopo concluir.